# پروتکل تفکیک آدرس
پروتکل تفکیک آدرس (به انگلیسی: Address Resolution Protocol) (مخفف انگلیسی: ARP) یک پروتکل ارتباطی برای یافتن آدرس لایه پیوند، مانند آدرس مک، و ارتباطش با آدرس لایهٔ شبکه (معمولاً آی‌پی نسخهٔ ۴) است. این پروتکل یکی از قابلیت‌های ضروری در مجموعه پروتکل اینترنت است. پروتکل تفکیک آدرس در [rfc:826 آراف‌سی ۸۲۶] در سال ۱۹۸۲ میلادی تعریف شده است.
در آی‌پی نسخهٔ ۶ این پروتکل با پروتکل ان‌دی‌پی جایگزین شده است.

## ساختار بسته
| بستهٔ ARP در پروتکل اینترنت نسخهٔ ۴ | بستهٔ ARP در پروتکل اینترنت نسخهٔ ۴           | بستهٔ ARP در پروتکل اینترنت نسخهٔ ۴           | بستهٔ ARP در پروتکل اینترنت نسخهٔ ۴           | بستهٔ ARP در پروتکل اینترنت نسخهٔ ۴           | بستهٔ ARP در پروتکل اینترنت نسخهٔ ۴           | بستهٔ ARP در پروتکل اینترنت نسخهٔ ۴           | بستهٔ ARP در پروتکل اینترنت نسخهٔ ۴           | بستهٔ ARP در پروتکل اینترنت نسخهٔ ۴           | بستهٔ ARP در پروتکل اینترنت نسخهٔ ۴           | بستهٔ ARP در پروتکل اینترنت نسخهٔ ۴           | بستهٔ ARP در پروتکل اینترنت نسخهٔ ۴           | بستهٔ ARP در پروتکل اینترنت نسخهٔ ۴           | بستهٔ ARP در پروتکل اینترنت نسخهٔ ۴           | بستهٔ ARP در پروتکل اینترنت نسخهٔ ۴           | بستهٔ ARP در پروتکل اینترنت نسخهٔ ۴           | بستهٔ ARP در پروتکل اینترنت نسخهٔ ۴           |
| انحراف بیت هشتایی                 | بایت اول                                    | بایت اول                                    | بایت اول                                    | بایت اول                                    | بایت اول                                    | بایت اول                                    | بایت اول                                    | بایت اول                                    | بایت دوم                                    | بایت دوم                                    | بایت دوم                                    | بایت دوم                                    | بایت دوم                                    | بایت دوم                                    | بایت دوم                                    | بایت دوم                                    |
| --------------------------------- | ------------------------------------------- | ------------------------------------------- | ------------------------------------------- | ------------------------------------------- | ------------------------------------------- | ------------------------------------------- | ------------------------------------------- | ------------------------------------------- | ------------------------------------------- | ------------------------------------------- | ------------------------------------------- | ------------------------------------------- | ------------------------------------------- | ------------------------------------------- | ------------------------------------------- | ------------------------------------------- |
| ۰                                 | نوع آدرس سخت‌افزاری فرستنده و گیرنده (HTYPE) | نوع آدرس سخت‌افزاری فرستنده و گیرنده (HTYPE) | نوع آدرس سخت‌افزاری فرستنده و گیرنده (HTYPE) | نوع آدرس سخت‌افزاری فرستنده و گیرنده (HTYPE) | نوع آدرس سخت‌افزاری فرستنده و گیرنده (HTYPE) | نوع آدرس سخت‌افزاری فرستنده و گیرنده (HTYPE) | نوع آدرس سخت‌افزاری فرستنده و گیرنده (HTYPE) | نوع آدرس سخت‌افزاری فرستنده و گیرنده (HTYPE) | نوع آدرس سخت‌افزاری فرستنده و گیرنده (HTYPE) | نوع آدرس سخت‌افزاری فرستنده و گیرنده (HTYPE) | نوع آدرس سخت‌افزاری فرستنده و گیرنده (HTYPE) | نوع آدرس سخت‌افزاری فرستنده و گیرنده (HTYPE) | نوع آدرس سخت‌افزاری فرستنده و گیرنده (HTYPE) | نوع آدرس سخت‌افزاری فرستنده و گیرنده (HTYPE) | نوع آدرس سخت‌افزاری فرستنده و گیرنده (HTYPE) | نوع آدرس سخت‌افزاری فرستنده و گیرنده (HTYPE) |
| ۲                                 | نوع پروتکل آدرس دهی (PTYPE)                 | نوع پروتکل آدرس دهی (PTYPE)                 | نوع پروتکل آدرس دهی (PTYPE)                 | نوع پروتکل آدرس دهی (PTYPE)                 | نوع پروتکل آدرس دهی (PTYPE)                 | نوع پروتکل آدرس دهی (PTYPE)                 | نوع پروتکل آدرس دهی (PTYPE)                 | نوع پروتکل آدرس دهی (PTYPE)                 | نوع پروتکل آدرس دهی (PTYPE)                 | نوع پروتکل آدرس دهی (PTYPE)                 | نوع پروتکل آدرس دهی (PTYPE)                 | نوع پروتکل آدرس دهی (PTYPE)                 | نوع پروتکل آدرس دهی (PTYPE)                 | نوع پروتکل آدرس دهی (PTYPE)                 | نوع پروتکل آدرس دهی (PTYPE)                 | نوع پروتکل آدرس دهی (PTYPE)                 |
| ۴                                 | طول آدرس سخت‌افزار (HLEN)                    | طول آدرس سخت‌افزار (HLEN)                    | طول آدرس سخت‌افزار (HLEN)                    | طول آدرس سخت‌افزار (HLEN)                    | طول آدرس سخت‌افزار (HLEN)                    | طول آدرس سخت‌افزار (HLEN)                    | طول آدرس سخت‌افزار (HLEN)                    | طول آدرس سخت‌افزار (HLEN)                    | طول آدرس پروتکل (PLEN)                      | طول آدرس پروتکل (PLEN)                      | طول آدرس پروتکل (PLEN)                      | طول آدرس پروتکل (PLEN)                      | طول آدرس پروتکل (PLEN)                      | طول آدرس پروتکل (PLEN)                      | طول آدرس پروتکل (PLEN)                      | طول آدرس پروتکل (PLEN)                      |
| ۶                                 | نوع عملیات اِی‌آرپی (OPER)                    | نوع عملیات اِی‌آرپی (OPER)                    | نوع عملیات اِی‌آرپی (OPER)                    | نوع عملیات اِی‌آرپی (OPER)                    | نوع عملیات اِی‌آرپی (OPER)                    | نوع عملیات اِی‌آرپی (OPER)                    | نوع عملیات اِی‌آرپی (OPER)                    | نوع عملیات اِی‌آرپی (OPER)                    | نوع عملیات اِی‌آرپی (OPER)                    | نوع عملیات اِی‌آرپی (OPER)                    | نوع عملیات اِی‌آرپی (OPER)                    | نوع عملیات اِی‌آرپی (OPER)                    | نوع عملیات اِی‌آرپی (OPER)                    | نوع عملیات اِی‌آرپی (OPER)                    | نوع عملیات اِی‌آرپی (OPER)                    | نوع عملیات اِی‌آرپی (OPER)                    |
| ۸                                 | آدرس سخت‌افزاری فرستنده (SHA) (۲ بایت اول)   | آدرس سخت‌افزاری فرستنده (SHA) (۲ بایت اول)   | آدرس سخت‌افزاری فرستنده (SHA) (۲ بایت اول)   | آدرس سخت‌افزاری فرستنده (SHA) (۲ بایت اول)   | آدرس سخت‌افزاری فرستنده (SHA) (۲ بایت اول)   | آدرس سخت‌افزاری فرستنده (SHA) (۲ بایت اول)   | آدرس سخت‌افزاری فرستنده (SHA) (۲ بایت اول)   | آدرس سخت‌افزاری فرستنده (SHA) (۲ بایت اول)   | آدرس سخت‌افزاری فرستنده (SHA) (۲ بایت اول)   | آدرس سخت‌افزاری فرستنده (SHA) (۲ بایت اول)   | آدرس سخت‌افزاری فرستنده (SHA) (۲ بایت اول)   | آدرس سخت‌افزاری فرستنده (SHA) (۲ بایت اول)   | آدرس سخت‌افزاری فرستنده (SHA) (۲ بایت اول)   | آدرس سخت‌افزاری فرستنده (SHA) (۲ بایت اول)   | آدرس سخت‌افزاری فرستنده (SHA) (۲ بایت اول)   | آدرس سخت‌افزاری فرستنده (SHA) (۲ بایت اول)   |
| ۱۰                                | (۲ بایت بعدی)                               | (۲ بایت بعدی)                               | (۲ بایت بعدی)                               | (۲ بایت بعدی)                               | (۲ بایت بعدی)                               | (۲ بایت بعدی)                               | (۲ بایت بعدی)                               | (۲ بایت بعدی)                               | (۲ بایت بعدی)                               | (۲ بایت بعدی)                               | (۲ بایت بعدی)                               | (۲ بایت بعدی)                               | (۲ بایت بعدی)                               | (۲ بایت بعدی)                               | (۲ بایت بعدی)                               | (۲ بایت بعدی)                               |
| ۱۲                                | (۲ بایت بعدی)                               | (۲ بایت بعدی)                               | (۲ بایت بعدی)                               | (۲ بایت بعدی)                               | (۲ بایت بعدی)                               | (۲ بایت بعدی)                               | (۲ بایت بعدی)                               | (۲ بایت بعدی)                               | (۲ بایت بعدی)                               | (۲ بایت بعدی)                               | (۲ بایت بعدی)                               | (۲ بایت بعدی)                               | (۲ بایت بعدی)                               | (۲ بایت بعدی)                               | (۲ بایت بعدی)                               | (۲ بایت بعدی)                               |
| ۱۴                                | آدرس پروتکل فرستنده (SPA) (۲ بایت اول)      | آدرس پروتکل فرستنده (SPA) (۲ بایت اول)      | آدرس پروتکل فرستنده (SPA) (۲ بایت اول)      | آدرس پروتکل فرستنده (SPA) (۲ بایت اول)      | آدرس پروتکل فرستنده (SPA) (۲ بایت اول)      | آدرس پروتکل فرستنده (SPA) (۲ بایت اول)      | آدرس پروتکل فرستنده (SPA) (۲ بایت اول)      | آدرس پروتکل فرستنده (SPA) (۲ بایت اول)      | آدرس پروتکل فرستنده (SPA) (۲ بایت اول)      | آدرس پروتکل فرستنده (SPA) (۲ بایت اول)      | آدرس پروتکل فرستنده (SPA) (۲ بایت اول)      | آدرس پروتکل فرستنده (SPA) (۲ بایت اول)      | آدرس پروتکل فرستنده (SPA) (۲ بایت اول)      | آدرس پروتکل فرستنده (SPA) (۲ بایت اول)      | آدرس پروتکل فرستنده (SPA) (۲ بایت اول)      | آدرس پروتکل فرستنده (SPA) (۲ بایت اول)      |
| ۱۶                                | (۲ بایت بعدی)                               | (۲ بایت بعدی)                               | (۲ بایت بعدی)                               | (۲ بایت بعدی)                               | (۲ بایت بعدی)                               | (۲ بایت بعدی)                               | (۲ بایت بعدی)                               | (۲ بایت بعدی)                               | (۲ بایت بعدی)                               | (۲ بایت بعدی)                               | (۲ بایت بعدی)                               | (۲ بایت بعدی)                               | (۲ بایت بعدی)                               | (۲ بایت بعدی)                               | (۲ بایت بعدی)                               | (۲ بایت بعدی)                               |
| ۱۸                                | آدرس سخت‌افزاری گیرنده (THA) (۲ بایت اول)    | آدرس سخت‌افزاری گیرنده (THA) (۲ بایت اول)    | آدرس سخت‌افزاری گیرنده (THA) (۲ بایت اول)    | آدرس سخت‌افزاری گیرنده (THA) (۲ بایت اول)    | آدرس سخت‌افزاری گیرنده (THA) (۲ بایت اول)    | آدرس سخت‌افزاری گیرنده (THA) (۲ بایت اول)    | آدرس سخت‌افزاری گیرنده (THA) (۲ بایت اول)    | آدرس سخت‌افزاری گیرنده (THA) (۲ بایت اول)    | آدرس سخت‌افزاری گیرنده (THA) (۲ بایت اول)    | آدرس سخت‌افزاری گیرنده (THA) (۲ بایت اول)    | آدرس سخت‌افزاری گیرنده (THA) (۲ بایت اول)    | آدرس سخت‌افزاری گیرنده (THA) (۲ بایت اول)    | آدرس سخت‌افزاری گیرنده (THA) (۲ بایت اول)    | آدرس سخت‌افزاری گیرنده (THA) (۲ بایت اول)    | آدرس سخت‌افزاری گیرنده (THA) (۲ بایت اول)    | آدرس سخت‌افزاری گیرنده (THA) (۲ بایت اول)    |
| ۲۰                                | (۲ بایت بعدی)                               | (۲ بایت بعدی)                               | (۲ بایت بعدی)                               | (۲ بایت بعدی)                               | (۲ بایت بعدی)                               | (۲ بایت بعدی)                               | (۲ بایت بعدی)                               | (۲ بایت بعدی)                               | (۲ بایت بعدی)                               | (۲ بایت بعدی)                               | (۲ بایت بعدی)                               | (۲ بایت بعدی)                               | (۲ بایت بعدی)                               | (۲ بایت بعدی)                               | (۲ بایت بعدی)                               | (۲ بایت بعدی)                               |
| ۲۲                                | (۲ بایت بعدی)                               | (۲ بایت بعدی)                               | (۲ بایت بعدی)                               | (۲ بایت بعدی)                               | (۲ بایت بعدی)                               | (۲ بایت بعدی)                               | (۲ بایت بعدی)                               | (۲ بایت بعدی)                               | (۲ بایت بعدی)                               | (۲ بایت بعدی)                               | (۲ بایت بعدی)                               | (۲ بایت بعدی)                               | (۲ بایت بعدی)                               | (۲ بایت بعدی)                               | (۲ بایت بعدی)                               | (۲ بایت بعدی)                               |
| ۲۴                                | آدرس پروتکل گیرنده (TPA) (۲ بایت اول)       | آدرس پروتکل گیرنده (TPA) (۲ بایت اول)       | آدرس پروتکل گیرنده (TPA) (۲ بایت اول)       | آدرس پروتکل گیرنده (TPA) (۲ بایت اول)       | آدرس پروتکل گیرنده (TPA) (۲ بایت اول)       | آدرس پروتکل گیرنده (TPA) (۲ بایت اول)       | آدرس پروتکل گیرنده (TPA) (۲ بایت اول)       | آدرس پروتکل گیرنده (TPA) (۲ بایت اول)       | آدرس پروتکل گیرنده (TPA) (۲ بایت اول)       | آدرس پروتکل گیرنده (TPA) (۲ بایت اول)       | آدرس پروتکل گیرنده (TPA) (۲ بایت اول)       | آدرس پروتکل گیرنده (TPA) (۲ بایت اول)       | آدرس پروتکل گیرنده (TPA) (۲ بایت اول)       | آدرس پروتکل گیرنده (TPA) (۲ بایت اول)       | آدرس پروتکل گیرنده (TPA) (۲ بایت اول)       | آدرس پروتکل گیرنده (TPA) (۲ بایت اول)       |
| ۲۶                                | (۲ بایت بعدی)                               | (۲ بایت بعدی)                               | (۲ بایت بعدی)                               | (۲ بایت بعدی)                               | (۲ بایت بعدی)                               | (۲ بایت بعدی)                               | (۲ بایت بعدی)                               | (۲ بایت بعدی)                               | (۲ بایت بعدی)                               | (۲ بایت بعدی)                               | (۲ بایت بعدی)                               | (۲ بایت بعدی)                               | (۲ بایت بعدی)                               | (۲ بایت بعدی)                               | (۲ بایت بعدی)                               | (۲ بایت بعدی)                               |